# نیژنی نوروس (شهرستان ایسیق‌آتا)
نیژنی نوروس (به لاتین: Nizhniy Norus) یک منطقهٔ مسکونی در قرقیزستان است که در شهرستان ایسیق‌آتا واقع شده‌است. نیژنی نوروس ۸۱۸ نفر جمعیت دارد و ۶۸۱ متر بالاتر از سطح دریا واقع شده‌است.